# Harry Grönfors
Harry Gustaf Bernhard Victor Grönfors, född 23 maj 1894 i Lund, död 2 juli 1980 på Lidingö, var en svensk tidningsekonom.
Harry Grönfors var son till Gustaf Grönfors. Han avlade studentexamen i Stockholm 1913 och kansliexamen vid Stockholms högskola 1916. Därefter tjänstgjorde han som kamrer vid AB Sydsvenska bankens stockholmskontor, tills han 1925 blev annonskamrer i Svenska Dagbladet. 1930 efterträdde han sin far som ekonomichef och vice VD i Svenska Dagbladets AB. Från 1930 var han även styrelseledamot i Svenska Dagbladets AB, styrelseledamot i Svenska tidningsutgivareföreningen, från 1937 styrelseledamot i Pressens pensionskassa och från 1940 styrelseledamot i Pressbyrån. Grönfors var far till Kurt Grönfors. De är begravda på Norra begravningsplatsen utanför Stockholm.